# Liste des stations du funiculaire de Lyon
Pour un article plus général, voir Funiculaire de Lyon.

Plan des stations du réseau lourd des TCL.

La liste des stations du funiculaire de Lyon, en France, comprend 4 stations, depuis le 3 juillet 1972. Toutes les stations du funiculaire sont accessibles aux personnes à mobilité réduite.
Les stations sont également toutes mises sous contrôle par portillons automatiques.
Pour alléger les tableaux, seules les correspondances avec les transports guidés (métros, funiculaires, tramways, trains, etc.) et les correspondances en étroite relation avec la ligne sont données. Les autres correspondances, notamment les lignes de bus, sont reprises dans les articles de chaque station. 

## Stations en service
Le tableau ci-dessous présente la situation existante, faisant abstraction de tout ce qui est à l'état de projet ou en construction.
| Station                            | Ligne(s)                                  | Rang alphabétique | Date d'ouverture                 | Situation        | Commune | Fréquentation annuelle | Correspondance          | Particularité (précédent nom)                                                                                      | Image                      |
| ---------------------------------- | ----------------------------------------- | ----------------- | -------------------------------- | ---------------- | ------- | ---------------------- | ----------------------- | --- | -------------------------- |
| Fourvière                          | Funiculaire de Lyon · Ligne F2            | 1                 | 6 septembre 1900                 | Souterraine      | Lyon 5e |                        |                         | Gare supérieure de la ligne F2.                                                                                    | Fourvière                  |
| Minimes - Théâtres Romains         | Funiculaire de Lyon · Ligne F1            | 2                 | 8 août 1878                      | Aérienne         | Lyon 5e |                        |                         | Gare intermédiaire de la ligne F1. (à l'origine : Minimes)                                                         | Minimes - Théâtres Romains |
| Saint-Just                         | Funiculaire de Lyon · Ligne F1            | 3                 | 8 août 1878                      | Au niveau du sol | Lyon 5e |                        |                         | Gare supérieure de la ligne F1.                                                                                    | Saint-Just                 |
| Vieux Lyon - Cathédrale Saint-Jean | Funiculaire de Lyon · Ligne F1 · Ligne F2 | 4                 | : 8 août 1878 : 6 septembre 1900 | Au niveau du sol | Lyon 5e |                        | Métro de Lyon · Ligne D | Gare inférieure commune aux deux lignes. Correspondances avec le métro 30 m plus bas. (Jusqu'en 1988 : Saint-Jean) |                            |

## Stations fermées
| Station                      | Ligne(s)                           | Mise en service | Fermeture        | Situation                                          | Observation                                                               |
| ---------------------------- | ---------------------------------- | --------------- | ---------------- | -------------------------------------------------- | ------------------------------------------------------------------------- |
| Fourvière                    | Funiculaire Saint-Paul - Fourvière | 31 octobre 1900 | 25 décembre 1937 | Au niveau du sol                                   |                                                                           |
| Boulevard de la Croix-Rousse | Funiculaire de la rue Terme        | 3 juin 1862     | 31 décembre 1967 | Au niveau du sol                                   |                                                                           |
| Croix-Paquet                 | Funiculaire de Croix-Paquet        | 13 avril 1891   | 3 juillet 1972   | Au niveau du sol                                   | Transformée en station de la ligne C du métro de Lyon en 1974             |
| Croix-Rousse                 | Funiculaire de Croix-Paquet        | 13 avril 1891   | 3 juillet 1972   | Au niveau du sol                                   | Déplacée et transformée en station de la ligne C du métro de Lyon en 1974 |
| Rue Terme                    | Funiculaire de la rue Terme        | 3 juin 1862     | 31 décembre 1967 | Au niveau du sol sous un immeuble à partir de 1928 |                                                                           |
| Saint-Paul                   | Funiculaire Saint-Paul - Fourvière | 31 octobre 1900 | 25 décembre 1937 | Au niveau du sol                                   |                                                                           |